# Чайковський Дмитро Семенович
Дмитро Семенович Чайковський (5 січня 1923, Семаківці, Коломийський район, Івано-Франківська область — 7 лютого 2017, Київ) — український режисер, актор, педагог, професор.

## Життєпис
Народився 5 січня 1923 року у селі Семаківці Коломийського повіту Станиславівського воєводства (нині — Івано-Франківська область).
Навчався в Коломийській гімназії, захоплювався літературою, образотворчим та театральним мистецтвом. У 1940 році вступив до Київського театрального інституту, де став першим студентом із Західної України. Однак, вчитися довелося лише рік, бо почалася війна.
Історик, дійсний член УВАН Василь Верига згадує Дмитра Чайковського в час навчання в Коломийській гімназії в 30-х роках:
|  | Дмитро Чайковський, дрібної будови, чорнявий з буйною чорною чуприною, був не тільки гарний на вроду, але й талановитий хлопець, син вдови із села Семаковець, біля Коломиї. Він був римо-католицького обряду, але до костела не ходив, бо то була «польська церква», ані на римо-католицьку реліґію, бо був відданий український патріот. Дмитро добре вчився у школі, писав гарні вірші та ще й малював і співав. При тому був і товариський, жартівливий, з усіма товаришами жив у згоді і кожному готов був допомогти в науці, хто тільки просив його. За совєтської окупації Галичини в 1939 — 1941 він закінчив 8-му клясу десятирічки і вписався до Театрального інституту в Києві, де його захопила війна, в якій він загубився. |

Через неправдиве звинувачення був заарештований і разом з іншими політв'язнями депортований до Новосибірська. Дмитро зміг виправдати себе, але наслідки цієї події мали відбиток на його особистому і творчому житті [джерело?].
Восени 1945 року, пройшовши важкі випробування, Чайковський поновився на навчання до театрального інституту. Здобув акторський і режисерський фах. Прецював режисером-постановником Київського театру юного глядача (1949 — 1951), Житомирського обласного музично-драматичного театру (1951 — 1955), Івано-Франківського обласного музично-драматичного театру (1955 — 1959), Київського академічного драматичного театру ім. Івана Франка (1968 — 1970); головним режисером Хмельницького обласного музично-драматичного театру (1959 — 1967), Київський театр юного глядача (1970 — 1973) та Івано-Франківського обласного музично-драматичного театру (1980 — 1985).
Був одним зі співорганізаторів і багатолітнім професором кафедри театральної режисури КНУКіМ. Викладав дисципліни: «Режисура і майстерність актора», «Основи драматургії», «Історія режисури».
Є автором навчальних посібників з режисури, низки рецензій і критичних статей у часописах «Український театр», «Культура і життя», видав окремою книгою навчальний посібник «Режисерський задум вистави» (2002) і «Шляхи розвитку режисури як професії» (2013). Видав книгу спогадів «Обранець долі» (2012).
Учнями Дмитра Чайковського були, зокрема, режисер та сценограф Олександр Білозуб, режисер Дмитро Чиборак, актриса Римма Зюбіна.

## Режисерські постановки
В період з 1945 по 1985 роки режисером Дмитром Чайковським було поставлено близько 100 вистав [джерело?].
Київський театр ім. Івана Франка
- 1968, 27 квітня — «На сьомому небі» Миколи Зарудного[2]
- 1968, 14 грудня — «Поступися місцем» Віни Дельмар
- 1970, 5 травня — «Маруся Богуславка» Михайла Старицького

## Нагороди і звання
- Орден «Знак Пошани»
- Заслужений артист України
- 2016 — Премія «Київська пектораль» за «Внесок у розвиток театрального мистецтва»